# 粗玉米粉

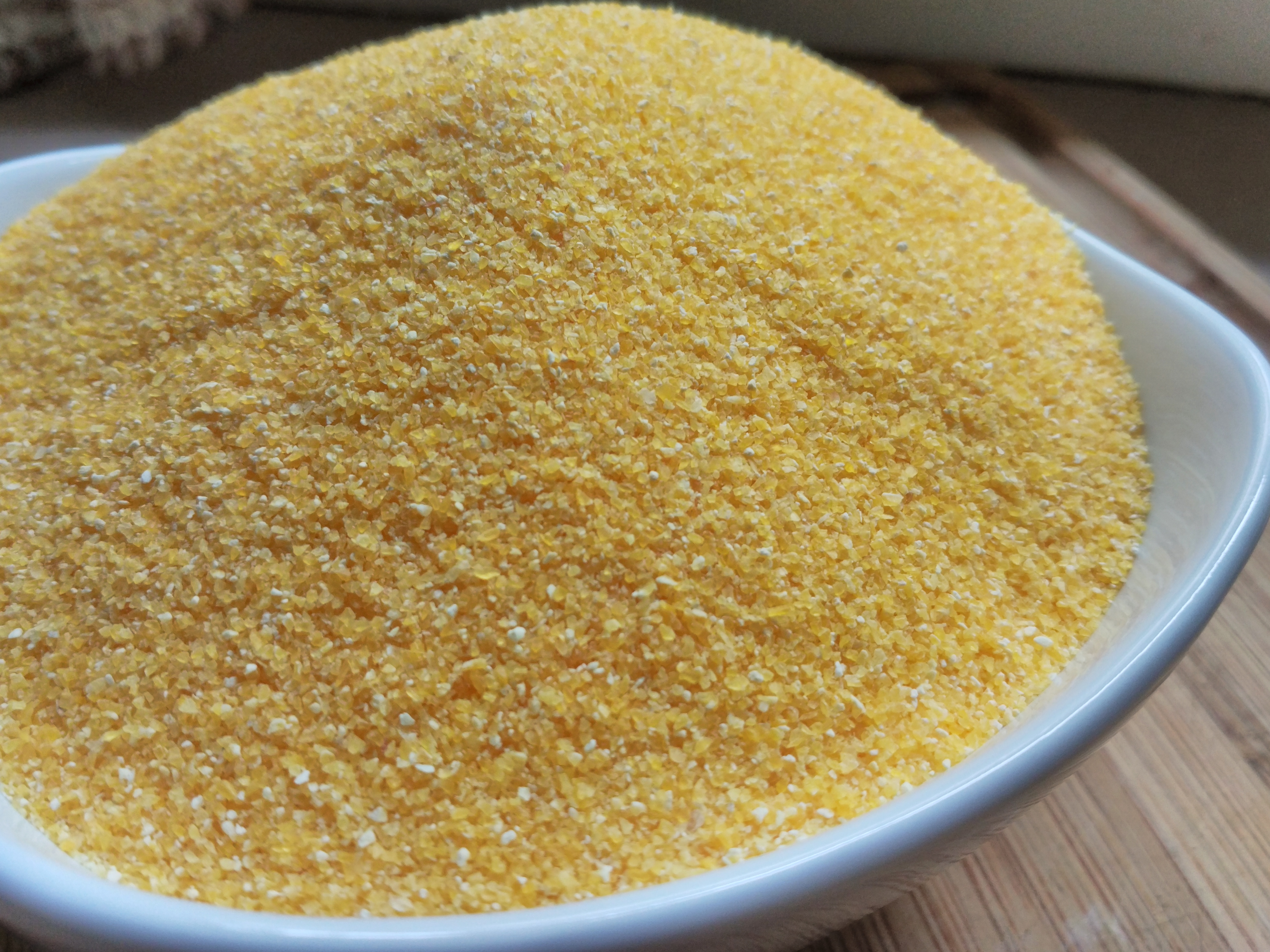
粗玉米粉

粗玉米粉（英語：Cornmeal）是一種用乾燥玉米磨碎製成的粗糙穀粉。它是一種常見的主食，可研磨成粗、中、細不同程度的顆粒大小，但仍不如小麥粉細緻。在墨西哥，研磨到非常精細的粗玉米粉被稱為玉米麵粉（corn flour）。當使用浸泡過鹼性溶液（例如石灰水）的玉米製成粗玉米粉時（稱為鹼法烹製），它被稱為馬薩粉，用於製造阿瑞巴、墨西哥粽和墨西哥薄饼。而用水滾煮後的粗玉米粉在意大利則被稱呼為波倫塔，於羅馬尼亞也是傳統菜餚和麵包的替代品。